# 桐工作
桐工作（きりこうさく）または宋子良工作（そうしりょうこうさく）とは、日中戦争打開のために、極秘で1939年（昭和14年）12月から始まった和平工作である。大日本帝国陸軍の今井武夫大佐（当時）が中心となって進めた。日本（大日本帝国）は、1940年（昭和15年）9月にこの工作を中止した。
なお、この和平工作が「桐工作」と命名されたのは、それまでの対中和平工作にはすべて植物の名が冠せられていたという説と、中国の俚諺に「鳳凰は桐の木にとまる」とあるところにより、それを採用したという説がある。松崎昭一は、おそらくはその両方に由来する命名であろうとしている。

## 概要

### 汪兆銘工作
1937年（民国26年、昭和12年）7月7日の盧溝橋事件をきっかけに、日中戦争（支那事変）が始まった。徹底抗戦を貫く蔣介石に対し、汪兆銘は「抗戦」による民衆の被害と中国の国力の低迷に心を痛め、「反共親日」の立場を示し、和平グループの中心的存在となった。
日本陸軍の今井武夫や影佐禎昭が進めた汪兆銘工作は、しかし、汪兆銘の地盤とみられていた東南諸軍から誰ひとりとして呼応する者がなかった。そのため、結局日本軍占領地下での政権（汪兆銘政権）樹立という方針に転換した。これは、日本と和平条約を結ぶことによって、中国・日本間の和平のモデルケースをつくり、重慶政府に揺さぶりをかけ、最終的には重慶政府が「和平」に転向することを期待するものだった。汪兆銘は影佐禎昭に対し、新政府を設置しても自分は政権に執着しないと述べており、蔣介石に百歩譲っても基本的に中国を二つに割りたくないこと、戦火によって民衆の犠牲をできるだけ避けたいことを訴えている。一方、汪らは自身の政権が日本の傀儡となるのではないかという強い危惧を抱いたが、同時に日本にとっては、期待する全面和平への障害となるか、促進になるのか疑問でもあった。また汪兆銘工作は、対日和平派であった高宗武と陶希聖も和平条件が苛酷であることを批判し、そこから離脱してしまった。

### 宋子良との接触

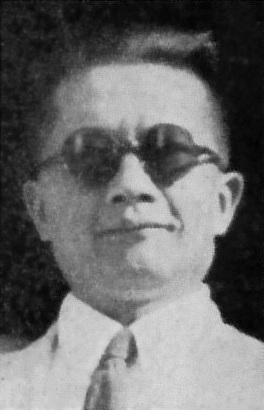
宋子良

影佐とともにこの工作を推進していた今井武夫は、汪政権の樹立に力を尽くすと同時に蔣介石の重慶政権との和平こそが最終的な日中和平につながるとみて、1939年（昭和14年）12月末、蔣介石夫人宋美齢の弟・宋子良との接触を非公式に開始した。翌1940年（昭和15年）、宋子良との会談で、さしあたって正式な和平会議の前提を議論するための、日中両国の非公式な使節による予備会談をもつことを決定した。今井はこれを参謀総長の閑院宮載仁親王と畑俊六陸軍大臣に報告した。この報告はさらに昭和天皇へと上奏された。
参謀本部と陸軍省はこの工作を「桐工作」と命名し、宋子良の提案通り予備会談を開き、臼井茂樹大佐・今井武夫大佐・鈴木卓爾中佐らをそこに参加させた。会談は香港で開かれたが、満洲国承認問題をめぐって紛糾し、6月には廈門で再度会談が開かれた。日本側は、南京の汪兆銘と重慶の蔣介石両政府の合作（協力）を日本が仲介すること、汪・蔣・板垣征四郎の三者会談を開くことを求めたが、宋は蔣介石本人の出席は難しいと応答しながらも会談場所として長沙を指定した。7月末、重慶政府からもたらされた回答は、汪・蔣合作に関して日本は介入しないことや「国民政府を対手とせず」の近衛声明（第一次）の撤回の要求であった。同じころ、日本では米内光政内閣が倒れて第二次近衛文麿内閣が成立した。桐工作にかける近衛文麿首相の期待は大きく、宋子良に託すため蔣介石あての親書を用意したほどであった。しかし、新陸相の東條英機は桐工作についてはきわめて冷淡であった。
ところが、「宋子良」を名乗った人物は、実は中国側の特務機関員であったということがのちに判明した。真相は、日本側の焦慮に乗じた謀略であった。汪兆銘工作と併行しておこなわれたこの謀略は重慶政府による汪兆銘政権への攪乱をはかったものとみることもできる。9月、「宋子良」は、重慶政府内で懸案となっているのは満洲国承認と日本軍の駐兵問題であり、「懸案の二件は日華和平実現の癌なれば、日本側にて譲歩する以外、和平実現の見込みなし」と明言したことで、1940年（昭和15年）9月27日、帝国陸軍支那派遣軍は桐工作を中止するに至った。同日、日本はドイツ国・イタリア王国とのあいだで日独伊三国軍事同盟を結んだ。

### 桐工作以後
その後も「汪・蔣政権の合作」「非併合・非賠償」「中国の独立」をもとにした条件が行われたが、蔣介石は中国本土への日本軍の防共駐屯には断固反対し、一方東條英機も日本軍の無条件撤退に断固反対した。1941年（昭和16年）の南部仏領インドシナ進駐により、アメリカ合衆国は日本に抗議して石油の対日輸出を禁止し、日米戦争回避のための交渉も持たれたが、11月にはハル・ノートが提示され、12月、日米開戦に至った（太平洋戦争）。石井秋穂中佐によれば、陸軍が蒙疆・華北への駐兵に固執したのは、対米交渉の破綻が目的ではなく、アメリカは華北の共産化の危機を理解するであろうと期待したためであったという。中国の共産化と対米戦争は帝国陸軍が最も避けたかった事態であり、中国の共産化を防ぐために駐兵に固執したことが、逆に真珠湾攻撃を招くこととなったのである。